# Малые Шабуничи
Малые Шабуничи — деревня в составе Краснокамского городского округа в Пермском крае России.

## История
Деревня известна с 1869 года под названием Шебунина. Более позднее название Шабуничи трансформировалось в Малые Шабуничи после постройки станции Шабуничи. До 2018 года входила в Оверятское городское поселение Краснокамского района. После упразднения обоих муниципальных образований вошла в состав образованного муниципального образования Краснокамского городского округа.

## География
Деревня находится непосредственно у восточной границы станции Шабуничи.
Климат
Климат умеренно континентальный. Наиболее тёплым месяцем является июль, средняя месячная температура которого 17,4—18,2 °C, а самым холодным январь со среднемесячной температурой −15,3…−14,7 °C. Продолжительность безморозного периода 110 дней. Снежный покров удерживается 170—180 дней.

## Население
Население деревни составило 55 человек в 2002 году, 103 человека в 2010 году.
Национальный состав
Согласно результатам переписи 2002 года, в национальной структуре населения русские составляли 100 %.

## Транспорт
Остановка автобусного маршрута на станцию Шабуничи из Краснокамска.